# Dombarowski (Ort)
Dombarowski (russisch Домбаровский) ist eine Siedlung (possjolok) in der Oblast Orenburg (Russland) mit 8614 Einwohnern (Stand 14. Oktober 2010). Der Ort ist Verwaltungssitz des 3620 km² großen Rajons Dombarowski und liegt etwa 90 Kilometer südöstlich von Orsk sowie 100 Kilometer nordöstlich der kasachischen Stadt Chromtau. 12 km südlich von Dombarowski verläuft die Grenze zu Kasachstan.
Im Norden des Ortes verläuft eine Bahnstrecke, über die Dombarowski an Orsk sowie an die nordöstlich gelegene Stadt Jasny angebunden ist.
Etwa drei Kilometer nördlich außerhalb der Stadt befand sich ein Militärflugplatz mit einer etwa 2,5 Kilometer langen Start- und Landebahn.
Von 1939 bis 1999 besaß Dombarowski den Status einer Siedlung städtischen Typs.
Bevölkerungsentwicklung
| Jahr | Einwohner |
| ---- | --------- |
| 1939 | 2.080     |
| 1959 | 10.386    |
| 1970 | 11.996    |
| 1979 | 9.407     |
| 1989 | 9.419     |
| 2002 | 9.609     |
| 2010 | 8.614     |

Anmerkung: Volkszählungsdaten